# IC 4191
IC 4191 – mgławica planetarna znajdująca się w gwiazdozbiorze Muchy. Odkryła ją Williamina Fleming w 1907 roku. Mgławica ta jest oddalona o około 8,8 tysiąca lat świetlnych od Ziemi.